# Aéroport international d'Uruapan
L'aéroport international d'Uruapan (code IATA : UPN • code OACI : MMPN • code DGAC M. : UPN), également appelé l'aéroport international Lic. y Gen. Ignacio López Rayón, dessert la ville mexicaine d’Uruapan. Il s’agit du deuxième aéroport international et du deuxième plus grand de l’ état mexicain de Michoacán après l’aéroport international de Morelia. L'aéroport est exploité par la société Aeropuertos y Servicios Auxiliares, société appartenant au gouvernement fédéral. 
L’aéroport est doté d’une piste en asphalte d’une longueur de 2 400 mètres pouvant accueillir des avions comme le Boeing 737 et l’Airbus A320. Les vecteurs d'approche de la piste sont à 20 degrés pour l'extrémité nord de la piste et à 200 degrés pour l'extrémité sud. La piste est située à une altitude de 1 603 mètres (5 238 pieds). 

## Situation
| \| 500 km1:6 468 000 \| Acapulco Aguascalientes Huatulco Campeche Cancún Chetumal Chihuahua Ciudad · del Carmen Ciudad Juárez Ciudad · Obregón Ciudad · Victoria Colima Cozumel Culiacán Guanajuato Durango Guadalajara Hermosillo Ixtapa · Zihuatanejo La Paz San José · del Cabo Los Mochis Matamoros Mazatlán Mérida Mexicali Mexico B.J. Mexico F.A. Minatitlán Monterrey Morelia Nuevo · Laredo Oaxaca Playa · de Oro Puebla Puerto · Escondido Puerto · Vallarta Querétaro Reynosa San Luis · Potosí Tampico Tapachula Tepic Tijuana Toluca Torreón Tuxtla Gutiérrez Uruapan Veracruz Villahermosa Zacatecas |
| 500 km1:6 468 000 |

## Statistiques
En 2017, l'aéroport a accueilli 150 192 passagers et, en 2018, 160 045 passagers.  
Pour des raisons techniques, il est temporairement impossible d'afficher le graphique qui aurait dû être présenté ici.

Voir la requête brute et les sources sur Wikidata.

## Compagnies aériennes et destinations
| Compagnies | Destinations         |
| ---------- | -------------------- |
| Volaris    | Los Angeles, Tijuana |

## Itinéraires les plus fréquentés
| Rang | Ville                             | Passagers | Classement | Compagnie aérienne |
| ---- | --------------------------------- | --------- | ---------- | ------------------ |
| 1    | Basse-Californie , Tijuana        | 71 808    | Stable     | Volaris            |
| 2    | Puebla , Puebla                   | 96        | 8          |                    |
| 3    | San Luis Potosí , San Luis Potosí | 66        | 4          |                    |
| 4    | Coahuila , Torreón                | 44        | 2          |                    |
| 5    | Nayarit , Tepic                   | 29        | 4          |                    |
| 6    | État de Mexico , Toluca           | 24        | 4          |                    |
| 7    | Zacatecas , Zacatecas             | dix       |            |                    |

## Accidents et incidents
- Le 25 novembre 1999 un DC-9 du vol 725 de TAESA s’écrase au décollage de l’aéroport international d’Uruapan en route pour Mexico, , faisant 18 morts[2].

## Voir également
- Liste des aéroports les plus fréquentés au Mexique